# Гонка (фільм)
«Гонка» (англ. Rush) — американсько-німецько-британська біографічна драма режисера Рона Говарда (був також продюсером), що вийшла 2013 року. У головних ролях Кріс Гемсворт, Даніель Брюль. Фільм знято на основі реальних подій навколо змагань Формули-1.
Сценаристом був Пітер Морґан, продюсерами — Ендрю Ітон, Ерік Фелнер. На 4 березня 2024 року фільм займав 228-му позицію у списку 250 кращих фільмів за версією IMDb.
Вперше фільм продемонстрували 2 вересня 2013 року у Лондоні, Велика Британія, стрічка також була представлена на Міжнародному кінофестивалі у Торонто 8 вересня того ж року. В українському кінопрокаті прем'єра фільму відбулась 17 жовтня 2013 року на 72 екранах. В перший тиждень прокату в Україні картина зібрала 117 123 дол. США.

## Сюжет
У сезоні Формули-1 1976 року Нікі Лауда вважався фаворитом. Він виграв перші двоє перегонів, проте після Гран-прі Німеччини Лауда втрачає перше місце: він потрапляє в аварію і вибуває зі змагань, а його основний конкурент, Джеймс Гант, набирає очки. Через півтора місяця Лауда, наперекір протестам лікарів повертаються на трек. Змагання між Лаудою і Гантом може призвести до непоправних наслідків.

## У ролях
| Актор                 | Персонаж                              | Роль                                    |
| --------------------- | ------------------------------------- | --------------------------------------- |
| Кріс Гемсворт         | Джеймс Гант (англ. James Hunt)        | пілот Формули-1, суперник Нікі Лауди    |
| Даніель Брюль         | Нікі Лауда (англ. Niki Lauda)         | пілот Формули-1, суперник Джеймса Ганта |
| Олівія Вайлд          | С'юзі Міллер (англ. Suzy Miller)      | супермодель, дружина Джеймса Ганта      |
| Олександра Марія Лара | Марлен Кнаус (англ. Marlene Knaus)    | світська левиця, подружка Нікі Лауди    |
| П'єрфранческо Фавіно  | Клей Реґаццоні (англ. Clay Regazzoni) | пілот Формули-1, одноклубник Нікі Лауди |
| Девід Колдер          | Луї Стенлі (англ. Louis Stanley)      | голова BRM                              |
| Наталі Дормер         | Джемма (англ. Gemma)                  | медсестра                               |
| Алістер Петрі         | Стірлінг Мосс (англ. Stirling Moss)   | колишній пілот Формули-1                |
| Том Влашига           | Гаральд Ертль (англ. Harald Ertl)     | пілот Формули-1                         |

## Сприйняття

### Критика
Фільм отримав загалом позитивні відгуки: Rotten Tomatoes дав оцінку 88 % на основі 197 відгуків від критиків (середня оцінка 7,6/10) і 93 % від глядачів із середньою оцінкою 4,3/5 (45 290 голосів). Загалом на сайті фільми має позитивний рейтинг, фільму зарахований «стиглий помідор» від кінокритиків і «попкорн» від глядачів, Internet Movie Database — 8,3/10 (42 092 голоси), Metacritic — 75/100 (44 відгуки критиків) і 8,5/10 від глядачів (170 голосів). Загалом на цьому ресурсі від критиків і від глядачів фільм отримав позитивні відгуки.

### Касові збори
Під час показу у США протягом першого (вузького, зі 20 вересня 2013 року) тижня фільм був показаний у 5 кінотеатрах і зібрав $187,289, що на той час дозволило йому зайняти 38 місце серед усіх прем'єр. Наступного (широкого, зі 27 вересня 2013 року) тижня фільм був показаний у 2 297 кінотеатрах і зібрав $10,014,920 (3 місце). Станом на 27 жовтня показ фільму триває 38 днів (5,4 тижня) і за цей час фільм зібрав у прокаті у США $25,853,000, а у решті світу $47,500,000, тобто загалом $73,353,000 при бюджеті $38 млн.